# Бахвалов, Юрий Алексеевич
Юрий Алексеевич Бахвалов (4 ноября 1930, Харбин, Особый район Восточных провинций — 5 января 2021, Новочеркасск, Ростовская область) — советский и российский учёный и педагог в области теоретической и прикладной электромеханики, доктор технических наук (1974), профессор (1976). Заслуженный деятель науки Российской Федерации (1997).

## Биография
Родился 4 ноября 1930 года в городе Харбине в рабочей семье, с 1935 года после переезда семьи Бахвалова в Советский Союз жил в городе Таганроге.
С 1947 по 1950 год проходил обучение на электромеханическом отделении Таганрогского строительного техникума, который окончил с отличием. С 1950 по 1955 год обучался на электромеханическом факультете  Новочеркасского политехнического института, по окончании которого с красным дипломом, получил специализацию инженер-электромеханик. С 1955 по 1957 год работал на Стайковском кирпичном заводе в должности начальника энергетического цеха.
С 1957 года начал свою научно-педагогическую деятельность в Новочеркасском политехническом институте. С 1957 по 1974 год работал в должностях: старшего инженера научно-исследовательского сектора, ассистентом кафедр электрических машин и аппаратов и математических и счётно-решающих приборов и устройств, руководителем вычислительной лаборатории постоянных магнитов и доцентом кафедры электрических машин и аппаратов. С 1974 по 1999 год — заведующий кафедрой прикладной математики и теоретической электротехники Южно-Российского государственного политехнического университета, с 1999 года являлся профессором этой кафедры. 
В 1963 году Ю. А. Бахвалов  защитил диссертацию на соискание учёной степени — кандидата технических наук по теме: «Исследование нагрева синхронного двигателя при переменной нагрузке с помощью аналоговых электронных вычислительных машин», в 1973 году — доктора технических наук по теме: «Математическое моделирование волновых процессов в обмотках силовых трансформаторов». В 1976 году Ю. А. Бахвалову было присвоено учёное звание — профессора. Основная научно-педагогическая и исследовательская деятельность Ю. А. Бахвалова была связана с вопросами в области теоретической и прикладной электромеханики, автоматизации научных исследований и проектирования в электромеханике, а так же исследованиями в области математического моделирования, моделирования электротехнических систем и комплексов и методов оптимального проектирования.
Помимо основной деятельности Ю. А. Бахвалов являлся председателем совета по защите докторских диссертаций  Южно-Российского государственного политехнического университета. С 1959 работал в журнале «Электромеханика»: с 1959 по 1973 год — автор и рецензент, с 1973 по 1980 год — член редакционной коллегии, с 1980 по 1993 год — заместитель главного редактора, и с 1993 по 2021 год — главный редактор этого журнала. В 1994 году был избран — действительным членом-академиком  Международной академии наук высшей школы, в  1996 году — Академии транспорта Российской Федерации, в 2003 году становится член-корреспондентом Академии электротехнических наук Российской Федерации. Ю. А. Бахвалов является автором 12 авторских свидетельств и патентов на изобретения, им было написано более 
270 научных работ и учебных пособий для студентов высших учебных заведений, в том числе 7 монографий. Под руководством и при непосредственном участии Ю. А. Бахвалова было подготовлено около 40 кандидатских и докторских диссертаций.
17 ноября 1997 года Указом Президента России «За заслуги в научной деятельности» Юрий Алексеевич Бахвалов был удостоен почётного звания — Заслуженный деятель науки Российской Федерации
Скончался 5 января 2021 года в Новочеркасске.

## Научная деятельность
Ю. А. Бахвалов внёс весомый вклад в развитие приоритетного научного направления
«Математическое моделирование в науке и технике». Под руководством Ю. А. Бахвалова в Южно-Российском государственном политехническом университете была создана и успешно развивается научная школа в области разработки систем компьютерного моделирования электроэнергетических и электромеханических устройств и 
комплексов, в том числе в системах электрической тяги и магнитного подвеса транспортных систем нового поколения. 
Ю. А. Бахваловым были разработаны эффективные оригинальные алгоритмы реализации методов граничных и конечных элементов для расчета электромагнитного поля, сформулированы и доказаны условия инвариантности электрических полей, предложены бесконечные и нерегулярные элементы. Результаты разработок Бахвалова использовались на предприятиях таких стран как Германия, Чехословакия и Болгария.

## Основные труды
Основной источник:
- Высокоскоростной наземный транспорт / Новочерк. политехн. ин-т им. Серго Орджоникидзе ; [Редкол.: Ю.А. Бахвалов (отв. ред.) и др.]. - Новочеркасск : НПИ, 1979 г. — 176 с.
- Транспорт с магнитным подвесом / [Ю. А. Бахвалов, В. И. Бочаров, В. А. Винокуров и др.] ; под ред. В. И. Бочарова, В. Д. Нагорского. - Москва : Машиностроение, 1991 г. — 314 с. — ISBN 5-217-01107-6
- Математическое моделирование / Ю. А. Бахвалов ; М-во образования и науки Российской Федерации, Южно-Российский гос. технический ун-т (Новочеркасский политехнический ин-т). - Новочеркасск : ЮРГТУ(НПИ), 2010 г. — 141 с. — ISBN 978-5-9997-0071-1
- Моделирование потенциальных полей с применением метода точечных источников: монография / Ю. А. Бахвалов [и др.] ; М-во образования и науки Российской Федерации, Южно-Российский гос. технический ун-т (Новочеркасский политехнический ин-т). - Новочеркасск : ЮРГТУ (НПИ), 2012 г. — 158 с. — ISBN 978-5-9997-0293-7
- Методы оптимального проектирования / Ю. А. Бахвалов ; М-во образования и науки Российской Федерации, Южно-Российский гос. политехнический ун-т (Новочеркасский политехнический ин-т) им. М. И. Платова. - Новочеркасск : ЮРГПУ (НПИ), 2014 г. — 87 с. — ISBN 978-5-9997-0450-4
- Математическое и компьютерное моделирование сложных технических систем: [монография] / Ю. А. Бахвалов, Н. И. Горбатенко, В. В. Гречихин ; М-во образования и науки Российской Федерации, Южно-Российский гос. политехнический ун-т (НПИ) им. М. И. Платова. - Новочеркасск : Изд-во журн. "Изв. ВУЗов. Электромеханика", 2014 г. — 171 с. — ISBN 978-5-9997-0459-7
- Обратные задачи электротехники: [монография] / Ю. А. Бахвалов, Н. И. Горбатенко, В. В. Гречихин ; М-во образования и науки Российской Федерации, Южно-Российский гос. политехнический ун-т (НПИ) им. М. И. Платова. - Новочеркасск : Изд-во журн. "Известия высш. учеб. заведений. Электромеханика", 2014 г. — 210 с. — ISBN 978-5-9997-0445-0
- Оптимальное проектирование технических систем / Ю. А. Бахвалов, А. Н. Ткачев ; Министерство образования и науки Российской Федерации, Федеральное государственное автономное образовательное учреждение высшего образования "Южный федеральный университет", Южно-Российский государственный политехнический университет (НПИ) имени М. И. Платова. - Ростов-на-Дону : Южный федеральный ун-т, 2014 г. — 172 с. — ISBN 978-5-9275-1618-6

## Награды
- Медаль «За трудовую доблесть» (1981[3])

### Звания
- Заслуженный деятель науки Российской Федерации (1997[4])
- Почётный работник высшего профессионального образования Российской Федерации (1995)